# Tympanoplastie
Une tympanoplastie est une opération de chirurgie plastique du tympan et éventuellement des osselets.

## Classification
En 1956, Wullstein classe les tympanoplasties en 5 types selon les dommages trouvés dans l'oreille moyenne et la méthode reconstruction,:
- Le type I consiste en une simple greffe de tissu et s'appelle aussi myringoplastie.
- Le type II est réalisé lorsque le marteau ou l’enclume sont érodés, la greffe de la membrane tympanique se fait alors au niveau de l'enclume.
- Le type III est réalisé lorsque le marteau et l'enclume sont érodés, la greffe de la membrane tympanique se fait alors au niveau de l'étrier.
- Le type IV est réalisé lorsque les branches de l'étrier sont manquantes mais que la platine est mobile. La reconstruction de l'oreille moyenne concerne alors seulement la trompe d'Eustache et l'hypotympan.
- Le type V est réalisé lorsque la platine est fixe.